# Смелков, Юлий Сергеевич
Юлий Сергеевич Смелков (1934—1996) — советский и российский театровед, киновед, литературовед, критик.

## Биография
Родился 15 июля 1934 года в Москве. Родители были репрессированы в 1938 году.
В 1952 году окончил Одесский нефтяной техникум, работал на нефтебазе.
В 1962 году окончил театроведческий факультет Государственного института театрального искусства. Работал в газете «Комсомольская правда», в журнале «Театр», во Всероссийском театральном обществе.
Член ВТО с 1962 года, член Союза журналистов СССР с 1967 года. В 1979 году принят в Союз писателей СССР.
Печатался с 1958 года. Автор многих брошюр и критических статей о литературе, театре, кино и телевидении. Автор книги «Фантастика — о чем она?» (1974), исследующей основные типические черты научной фантастики 1960 — начала 1970-х годов.
Умер в 1996 году в Москве.